# Carcinus mediterraneus
Carcinus mediterraneus är en kräftdjursart som beskrevs av Voldemar Czerniavsky 1884. Carcinus mediterraneus ingår i släktet Carcinus och familjen simkrabbor. Inga underarter finns listade i Catalogue of Life.

## Bildgalleri

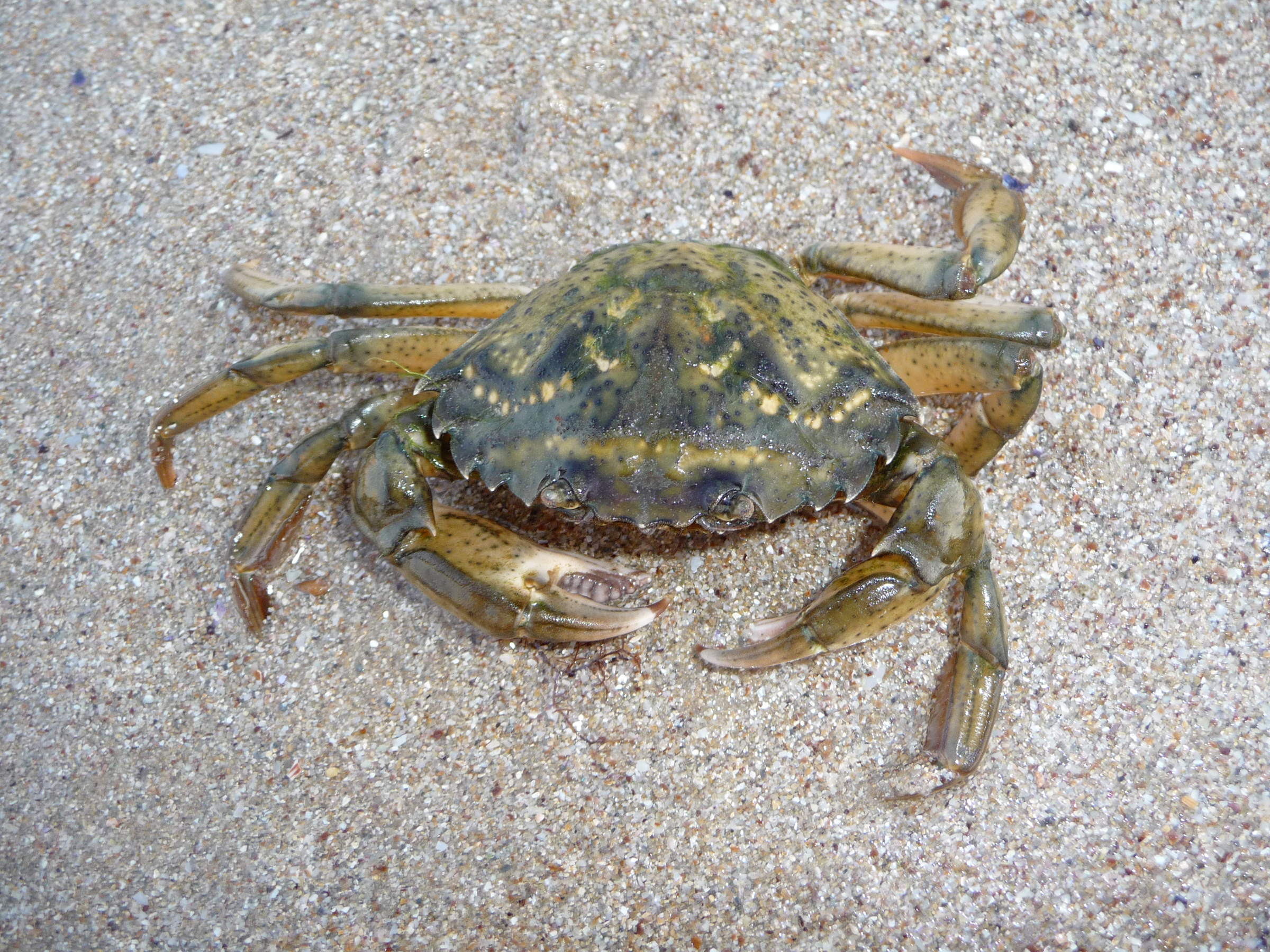